# Fauces
Fauces je arhitektonski izraz koji je Vitruvije (arh. 3.6.3) dao za uske prolaze s obje strane tablinuma, kroz koje se moglo pristupiti iz atrija u peristilarno dvorište u stražnjem dijelu. Latinska riječ faucēs znači "gornji dio grla", i figurativno se odnosi na bilo koju vrstu uskog ulaza ili prolaza.